# Ducele Adolf Friedrich de Mecklenburg
Ducele Adolf Friedrich Albrecht Heinrich de Mecklenburg (n. 10 octombrie 1873, Schwerin, Germania – d. 5 august 1969, Eutin, Republica Federală Germania, Germania) a fost explorator german în Africa, guvernator de Togo și primul președinte al Comitetului Olimpic Național al Germaniei (1949–1951). În anul 1918 a ocupat tronul Ducatului Baltic Unit, care reunea ducatele Curlandei, Estlandei și Livoniei, ce cuprindeau teritoriul de azi al Estoniei și Letoniei. 

## Biografie
Născut la Schwerin, Adolf Friedrich a fost al treilea copil al lui Frederic Francisc al II-lea, Mare Duce de Mecklenburg (1823–1883) și al celei de-a treia soții, Prințesa Marie de Schwarzburg-Rudolstadt.

## Opera

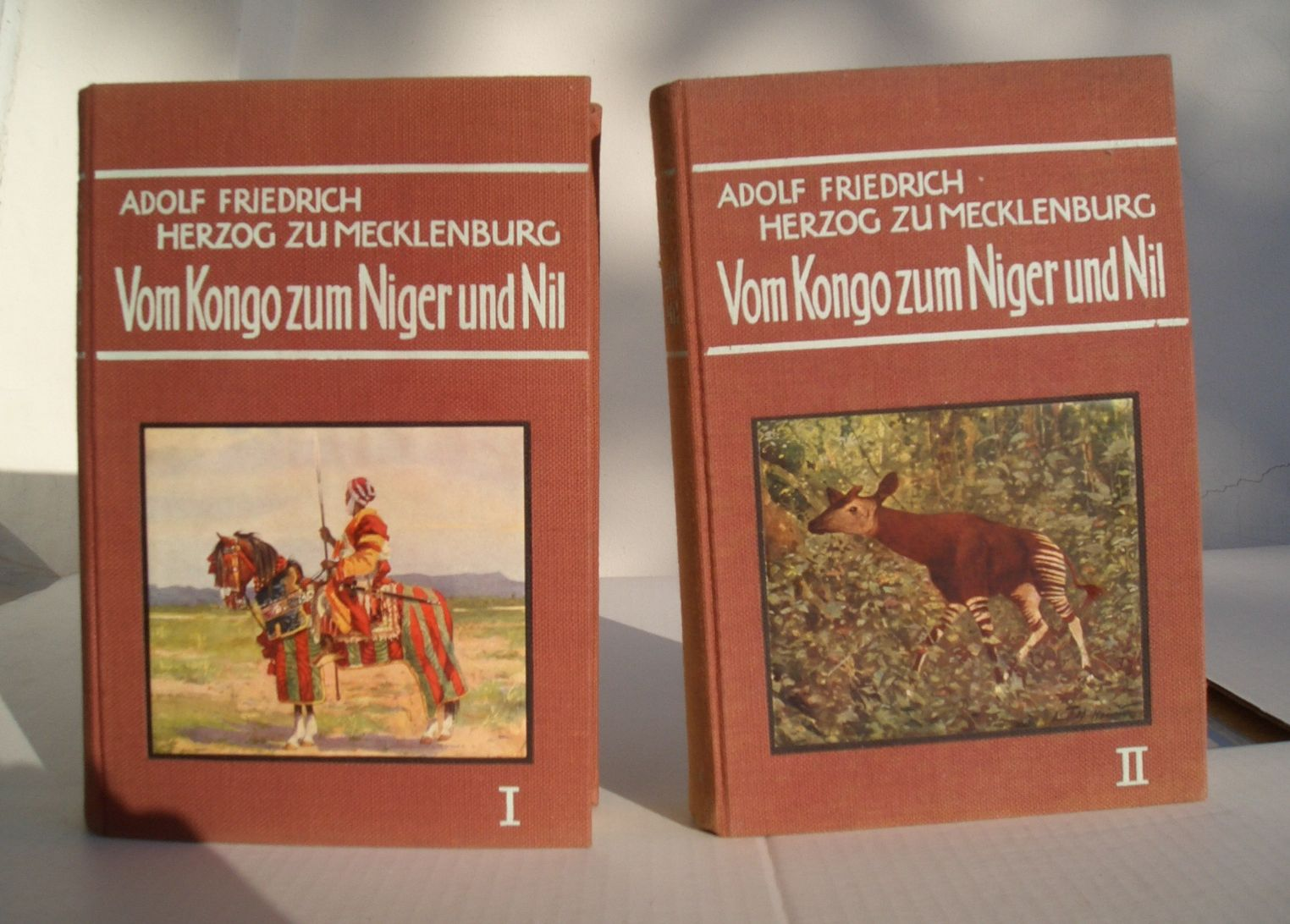
Ediţii ale operei ducelui

- de  Ins innerste Afrikas, Leipzig, 1909
- de  Vom Kongo zum Niger und Nil, Leipzig, Brockhaus, 1912
- de  Wissenschaftliche Erlebnisse der Deutschen Zentral-Afrika-Expedition unter Führung Adolf Friedrichs, Herzog zu Mecklenburg, Leipzig, 1922

1. ↑  „Ducele Adolf Friedrich de Mecklenburg”, Gemeinsame Normdatei, accesat în 2 aprilie 2015
2. 1 2  Czech National Authority Database, accesat în 29 ianuarie 2023
3. ↑  IdRef, accesat în 20 mai 2020
4. ↑  CONOR.SI[*] Verificați valoarea |titlelink= (ajutor)
5. ↑  Czech National Authority Database, accesat în 1 martie 2022